# مکابی لس آنجلس
باشگاه ورزشی مکابی (عبری: מכבי לוס אנג'לס‎) یک باشگاه ورزشی آمریکایی مستقر در لس آنجلس، کالیفرنیا بود. فعالیت اصلی این باشگاه، باشگاه فوتبال مکابی لس آنجلس بود، تیمی که به صورت حرفه‌ای در لیگ فوتبال لس آنجلس بزرگ شرکت می‌کرد. این باشگاه فوتبال به دلیل حضور هفت بار در فینال جام یو اس اوپن ایالات متحده آمریکا در تاریخ یازده ساله خود، قابل توجه است و یکی از تنها دو تیمی است که پنج بار برنده این رقابت شده است.

## تاریخچه
باشگاه فوتبال مکابی لس آنجلس توسط گروهی از مهاجران اسرائیلی برای خدمت به عنوان یک تیم تفریحی فوتبال تشکیل شد. این تیم در سال ۱۹۷۱ به عنوان بخشی از لیگ فوتبال لس آنجلس بزرگ، با اضافه شدن بازیکنان سابق تیم ملی اسرائیل که اخیراً به منطقه لس آنجلس مهاجرت کرده بودند، شروع به بازی کرد. در حالی که باشگاه از ستاره داوود و سایر نمادهای یهودی استفاده می‌کرد، بازیکنان از کشورهای مختلف می‌آمدند و بسیاری از آنها یهودی نبودند. آنها دو بار در سال‌های ۱۹۷۷ و ۱۹۷۸ با قهرمانی در لیگ فوتبال لس آنجلس بزرگ، جام ایالتی کالیفرنیا و جام یو اس اوپن، برنده تاج سه گانه شدند. آن‌ها در سال‌های ۱۹۷۴ و ۱۹۷۸ به جام قهرمانان کونکاکاف واجد شرایط شدند، اما قبل از شرکت در هر دو بار از رقابت کنار کشیدند. مکابی لس آنجلس با بریجپورت واسکو دوگاما از کنتیکت در جام یو اس اوپن در سال ۱۹۷۸ بازی کرد و در فینال در ورزشگاه جاینتس در رادرفورد شرقی، نیوجرسی پیروز شد. مکابی لس آنجلس پس از فصل ۱۹۸۲ فعالیت خود را متوقف کرد، اما باشگاه ورزشی مکابی هنوز برای بازیکنان جوان وجود دارد.

## افتخارات
- جام یو اس اوپن
  - ۱۹۷۳، ۱۹۷۵، ۱۹۷۷، ۱۹۷۸، ۱۹۸۱
- لیگ فوتبال لس آنجلس بزرگ
  - ۱۹۷۳، ۱۹۷۵، ۱۹۷۷، ۱۹۷۸، ۱۹۸۰، ۱۹۸۱، ۱۹۸۲